# Église Saint-Chéron de Cavan
L'église Saint-Chéron est un lieu de culte catholique situé dans la commune de Cavan, dans le département français des Côtes-d'Armor.

## Présentation
L'église présente quatre grandes arcades du XIVe siècle sur la façade sud. Le clocher 1684 de l'église se présente comme une tour carrée surmontée d'une flèche octogonale et flanquée symétriquement sur les deux côtés d'une tourelle d'escalier. Une balustrade couronne la tour carrée.
Le clocher de l'édifice fait l’objet d’une inscription au titre des monuments historiques depuis le 17 décembre 1926.